# Les Balçs
Les Balçs és una cinglera del terme municipal de Conca de Dalt, a l'antic terme de Toralla i Serradell, al Pallars Jussà, en territori del poble de Rivert.
Està situada al costat sud-oest del poble de Rivert, damunt mateix del poble, de tal manera que és tota la part de muntanya que arrecera el poble per aquest costat. És al nord-oest de Roca Mirana i a la dreta del barranc del Balç.